# Saint-Avre
Saint-Avre è un comune francese di 804 abitanti situato nel dipartimento della Savoia della regione dell'Alvernia-Rodano-Alpi.
Prende il nome dall'eremita sant'Apro.

## Società

### Evoluzione demografica
Abitanti censiti